# Mar Arranz
Mar Arranz est une ancienne joueuse de volley-ball espagnol, née le 15 juillet 1981 à Barcelone. Elle mesure 1,84 m et jouait au poste d'attaquante. Elle a totalisé 45 sélections en équipe d'Espagne.

## Clubs
| Club                        | De         | À         |
| --------------------------- | ---------- | --------- |
| CVB Barça                   | 1999-2000  | 2000-2001 |
| CV Albacete                 | 2001-2002  | 2002-2003 |
| Club Voleibol Sanse         | 2003-2004  | 2005-2006 |
| CV Benidorm                 | 2006-2007  | 2007-2008 |
| Club Voleibol Aguere        | 2008-2009  | 2008-2009 |
| Saint-Raphaël VB            | avril 2009 | mai 2009  |
| Club Voleibol Tenerife      | 2009-2010  | 2009-2010 |
| Club Voleibol Murillo       | 2010-2011  | 2011-2012 |
| Club Voleibol Vall d'Hebron | 2012-2013  | 2013-2014 |

## Palmarès
- Coupe d'Espagne
  - Finaliste : 2002.